# Весёлое (Новоодесский район)
Весёлое (укр. Веселе) — село в Новоодесском районе Николаевской области Украины.
Основано в 1861 году. Население по переписи 2001 года составляло 119 человек. Почтовый индекс — 56630. Телефонный код — 5167. Занимает площадь 0,478 км².